# Brama Tazy
Brama Tazy (arab. باب تازة = Bab Taza, fr. Trouée de Taza) – przełęcz w północnym Maroku w regionie Taza-Husajma-Taunat, pomiędzy górami Rif a Atlasem Średnim. Przez przełęcz i leżące w niej miasto Taza przebiega droga w kierunku wschód-zachód, mająca w przeszłości duże znaczenie strategiczne: droga wykorzystywana była jako główna trasa wiodąca przez Atlas do nadatlantyckich równin północno-zachodniej Afryki. 